# آستان ارونوف
اوستون رستم‌اوغلی اورونوف (به ازبکی: Oston Rustam oʻgʻli Oʻrunov؛ زادهٔ ۱۹ دسامبر ۲۰۰۰) بازیکن فوتبال اهل ازبکستان است هافبک و وینگر برای  او یک استخوانی هست دست بزنی بهش میشکنه 
از تیم‌های جوانان پخته‌کار آغاز کرد. در سال ۲۰۱۷ به باشگاه نوبهار پیوست. او در ۱۶ سپتامبر ۲۰۱۷ در دقیقهٔ ۸۴ در پیروزی ۲–۱ مقابل متالورگ در سوپر لیگ ازبکستان، جایگزین آی‌بک قلیچف شد. او اولین گل خود را برای نوبهار در ۱۹ نوامبر ۲۰۱۷ در شکست ۱–۲ مقابل آلمالیق به ثمر رساند. او در پایان فصل ۲۰۱۸ به‌ عنوان «بهترین بازیکن جوان سوپر لیگ ازبکستان» انتخاب شد. او تا سال ۲۰۱۸ برای این تیم بازی کرد و ۵۱ بازی در سوپر لیگ انجام داد و ۳ گل به ثمر رساند.

### لوکوموتیو تاشکند
او در ژوئیهٔ ۲۰۱۹ به باشگاه لوکوموتیو تاشکند پیوست. در ۲۶ ژوئیهٔ ۲۰۱۹، او در هفتهٔ چهاردهم سوپر لیگ ازبکستان در دقیقهٔ ۷۴ مقابل سغد، جایگزین یووان جوکیچ شد و اولین بازی را برای باشگاه جدیدش انجام داد. او در ۲۴ نوامبر ۲۰۱۹ اولین گل خود را برای لوکوموتیو تاشکند مقابل اندیجان در برد ۴–۰  در هفتهٔ بیست و چهارم سوپر لیگ ازبکستان به ثمر رساند. او در مجموع ۱۳ بازی انجام داد و ۱ گل برای تیم لوکوموتیو به ثمر رساند.

### اوفا
در ۱۰ فوریهٔ ۲۰۲۰، ارونوف قراردادی بلند مدت با باشگاه اوفا که در لیگ برتر روسیه حضور داشت، امضا کرد. قرارداد او با اوفا در ۱۰ فوریهٔ ۲۰۲۰ بسته شد و تا ۳۰ ژوئن ۲۰۲۴ اعتبار داشت. به نقل از سایت ترنسفرمارکت، مبلغ این انتقال ۲۰۰ هزار یورو بوده‌است. در ۱ مارس ۲۰۲۰، ارونوف اولین بازی خود را برای اوفا در شکست ۰–۲ برابر کراسنودار در بیستمین هفتهٔ لیگ برتر روسیه انجام داد. او تیم اصلی بازی کرد و کل بازی را در میدان گذراند. در ژوئیهٔ ۲۰۲۰، بر اساس نتایج رأی هواداران، او بهترین بازیکن ماه اوفا شد. او در ۱۲ ژوئیهٔ ۲۰۲۰، در تساوی ۱–۱ در بیست و هشتمین هفتهٔ لیگ برتر روسیه، به‌ عنوان بهترین بازیکن خارج از خانه مقابل لوکوموتیو مسکو انتخاب شد. ارونوف در پایان فصل ۲۰–۲۰۱۹ جزو مدعیان کسب عنوان «بهترین بازیکن جوان لیگ برتر روسیه» شد اما در نهایت این جایزه به خویچا کواراتسخلیا بازیکن روبین کازان رسید.

### اسپارتاک مسکو
در ۵ اوت ۲۰۲۰، او قراردادی طولانی مدت با اسپارتاک مسکو امضا کرد. به گفتهٔ سایت ترنسفرمارکت، مبلغ انتقال ۱ میلیون یورو بوده‌است. او در ۲۹ اوت ۲۰۲۰ در بازی خانگی از هفتهٔ ششم لیگ برتر روسیه در پیروزی ۲–۱ مقابل آرسنال تولا در دقیقهٔ ۷۰ بازی به جای نایل امیاروف برای اسپارتاک به میدان رفت. در ۱۶ سپتامبر ۲۰۲۰، پس از انتقال الکساندر کوکورین او اولین گل خود را برای سرخپوشان در دور اول مرحلهٔ گروهی جام حذفی روسیه ۲۱–۲۰۲۰ در پیروزی ۵–۱ مقابل رودینا به ثمر رساند.

#### بازگشت به اوفا (قرضی)
در ۲۰ فوریهٔ ۲۰۲۱، او قرارداد قرضی با گزینه بازخرید، امضا کرد و به باشگاه اوفا بازگشت. در باشگاه، او شمارهٔ ۱۰ را انتخاب کرد. در ۲۷ فوریه، او اولین بازی خود را به‌ عنوان بازیکن تعویضی در نیمهٔ دوم مقابل خیمکی در هفتهٔ بیستم لیگ برتر روسیه انجام داد. او در مجموع ۱۶ بازی در فصل ۲۱–۲۰۲۰ انجام داد. در ۱۷ اوت، اوفا دوباره ارونوف را با حق بازخرید به‌ عنوان بازیکن قرضی جذب کرد. در فصل ۲۲–۲۰۲۱، او ۱۷ بازی در تمام مسابقات انجام داد. او با پایان قرارداد قرضی او در ژوئن ۲۰۲۲ به اسپارتاک بازگشت. در ۲ سپتامبر ۲۰۲۲، اسپارتاک و ارونوف با توافق طرفین قرارداد را فسخ کردند.

### اورال یکاترینبورگ
در ۲ سپتامبر ۲۰۲۲، ارونوف به‌ عنوان بازیکن آزاد به اورال یکاترینبورگ پیوست. وی پس از انجام ۲ بازی در لیگ روسیه برای اورال، از این باشگاه جدا شد‌.

### بازگشت به نوبهار نمنگان
ارونوف پس از بازگشت به نوبهار، اولین بازی خود را برای این باشگاه در هفتهٔ اول سوپر لیگ ازبکستان در مقابل قزل‌قوم زرافشان انجام داد. او در این بازی از دقیقهٔ ۷۲ جانشین جسوربک یاهشیبوئف شد و به میدان آمد. ارونوف اولین گل خود را برای نوبهار در هفتهٔ چهارم سوپر لیگ، در پیروزی ۳–۰ مقابل سغدیانه جیزک به ثمر رساند. در پیروزی ۲–۰ نوبهار مقابل توران یایپان، در هفتهٔ هفتم، ارونوف گل دوم بازی را به ثمر رساند. در هفتهٔ یازدهم سوپر لیگ، در برد ۵–۱ نوبهار مقابل بنیادکار، ارونوف توانست دبل کند. در پیروزی ۲–۱ نوبهار مقابل المپیک تاشکند، ارونوف گل دوم تیمش را در دقیقهٔ ۴۹ به ثمر رساند. در هفتهٔ بیستم سوپر لیگ ازبکستان، ارونوف در پیروزی ۵–۰ مقابل توران یایپان، دوباره توانست دبل کند و یک پاس گل هم به جسوربک یاهشیبوئف داد. در هفتهٔ بیست و سوم، ارونوف در برد ۲–۱ مقابل سرخان ترمذ، گل پیروزی‌بخش تیمش را در دقیقهٔ ۸۲ به ثمر رساند.

#### عملکرد ارونوف در لیگ قهرمانان آسیا ۲۴–۲۰۲۳
ارونوف اولین بازی خود را در لیگ قهرمانان آسیا ۲۴–۲۰۲۳ برای نوبهار نمنگان در هفتهٔ اول مسابقات، مقابل الهلال انجام داد که این بازی با نتیجهٔ ۱–۱ به پایان رسید. در هفتهٔ دوم، نوبهار به مصاف بمبئی‌ سیتی رفت که این بازی با نتیجهٔ ۳–۰ به نفع نوبهار به اتمام رسید و ارونوف گل دوم تیمش را در دقیقهٔ ۵۸ به جسوربک یاهشیبوئف پاس داد. در هفتهٔ سوم رقابت‌ها در مقابل نساجی مازندران، ارونوف درحالی‌که نوبهار ۰–۱ عقب بود، در دقیقهٔ ۴۶ جانشین عظیمژون احمدوف شد و توانست در دقیقهٔ ۷۴ گل تساوی بازی را بزند. در وقت‌های اضافه نیمهٔ دوم بازی، ارونوف یک شوت کرد که به مهرداد عبدی برخورد کرد و وارد دروزاه نساجی شد و نوبهار توانست بازی شکست‌خورده را با تأثیر مستقیم ارونوف بر روی هر دو گل، ۲–۱ پیروز شود. در بازی برگشت مقابل نساجی در هفتهٔ چهارم، نوبهار توانست ۳–۱، نساجی را شکست دهد و ارونوف توانست دبل کند و بهترین بازیکن مسابقه شد.

### لنگ

#### فصل ۲۴–۲۰۲۳
در ۲۳ بهمن ۱۴۰۲، ارونوف در نقل و انتقالات زمستانی، با عقد قراردادی ۱٫۵ ساله، به ارزش ۱ میلیون و ۵۰۰ هزار یورو به پرسپولیس پیوست. وی اولین بازی خود را برای پرسپولیس در هفتهٔ هجدهم لیگ برتر، در پیروزی مقابل ذوب‌آهن انجام داد. ارونوف اولین گل خود را با پیراهن پرسپولیس در پیروزی ۴–۲، در هفتهٔ نوزدهم لیگ برتر در مقابل فولاد به ثمر رساند. در پیروزی ۱–۰ پرسپولیس مقابل گل‌گهر در هفتهٔ بیست و دوم لیگ برتر، ارونوف تک‌گل پرسپولیس را به ثمر رساند. در هفتهٔ بیست و ششم لیگ برتر در پیروزی ۲–۱ پرسپولیس مقابل نساجی، ارونوف هر دو گل پرسپولیس را به ثمر رساند و بهترین بازیکن زمین شد.
در کامبک ۴–۳ پرسپولیس مقابل استقلال خوزستان در هفتهٔ بیست و هشتم لیگ برتر، ارونوف گل چهارم پرسپولیس را در دقیقهٔ ۹۵ به ثمر رساند. در هفتهٔ بیست و نهم لیگ برتر در پیروزی ۳–۱ پرسپولیس مقابل شمس‌آذر، ارونوف توانست گل بزند. در نهایت ارونوف توانست همراه با پرسپولیس با ۶۸ امتیاز قهرمان بیست و سومین دورهٔ لیگ برتر خلیج فارس شود.
در دومین بازی جام حذفی پرسپولیس مقابل آلومینیوم اراک، که با نتیجهٔ ۴–۴ در ۱۲۰ دقیقه به پایان رسید، ارونوف توانست اولین گل پرسپولیس را به ثمر برساند و دومین گل پرسپولیس را به عیسی آل کثیر پاس دهد. در نهایت در ضربات پنالتی، پرسپولیس ۵–۶ شکست خورد و حذف شد.
در پایان تمام بازی‌های این فصل، ارونوف با ارزش ۲ میلیون و ۵۰۰ هزار یورو در ترنسفرمارکت، گران‌قیمت‌ترین و با ارزش‌ترین بازیکن لیگ ایران شد. زمانی که ارونوف به پرسپولیس پیوست‌ ارزش او ۱ میلیون یورو بود و در مدت ۶ ماه حضور در این تیم، ارزش او ۲٫۵ برابر شد.

#### فصل ۲۵–۲۰۲۴
ارونوف توانست اولین گل این فصل خود را در پیروزی ۲–۰ پرسپولیس مقابل فولاد، در هفتهٔ سوم لیگ برتر در دقیقهٔ ۶۵ به ثمر برساند. وی در اولین بازی پرسپولیس در لیگ نخبگان آسیا در مقابل الاهلی عربستان که با شکست ۰–۱ پرسپولیس همراه بود، توانست ۱۱ دربیل موفق ثبت کند. ارونوف در حالی ۱۱ دربیل موفق ثبت کرد که کل تیم الاهلی در مجموع توانست ۱۰ دربیل موفق ثبت کند. پس از عملکرد درخشان ارونوف در مقابل الاهلی عربستان، وی از لیگ‌های قطر، امارات، پرتغال، یونان و ایتالیا پیشنهادهایی دریافت کرد که به ادعای بعضی از رسانه‌ها مهم‌ترین پیشنهاد او از باشگاه آ.س. رم ایتالیا بود.
ارونوف در هفتهٔ دهم لیگ برتر، حین بازی با چادرملو، دچار مصدومیت کشاله ران شد، اما بدون توجّه به این مصدومیت راهی اردوی تیم ملی ازبکستان شد و در آنجا مصدومیت وی تشدید شد. ارونوف با مصدوميتی که پیدا کرد ۸ بازی (۵ بازی باشگاهی و ۳ بازی ملی) را دست داد. ارونوف پس از رهایی از مصدومیت اولین بار در ترکیب پرسپولیس، در مقابل الغرافه قرار گرفت. آستان ارونوف اولین گل آسیایی خود را برای پرسپولیس در حالی به ثمر رساند که پرسپولیس ۰–۱ از الشرطه عقب بود و وی در دقیقهٔ ۴۶ جانشین علی علیپور شد و در دقیقهٔ ۸۹، توانست گل مساوی را به ثمر برساند. در نهایت با گل گولسیانی در وقت‌های اضافهٔ نیمهٔ دوم، پرسپولیس توانست ۲–۱ پیروز شود. ۲۷ دسامبر ۲۰۲۴، در برد ۲–۱ پرسپولیس در مقابل خیبر خرم‌آباد، ارونوف گل دوم پرسپولیس را در دقیقهٔ ۸۴ به عیسی آل کثیر پاس داد.
در نهایت در ۱۱ دی ۱۴۰۳؛ با کش و قوس‌های فراوان، ارونوف علی‌رغم اینکه پیشنهادهای زیادی از تیم‌های مختلف اروپایی داشت، تصمیم گرفت قرار خود را به مدت ۲ فصل دیگر تا پایان سال ۲۰۲۷، تمدید کند. رقم قرارداد سال اول او ۱ میلیون دلار به‌علاوه ۲۰ درصد آپشن و قرارداد سال دوم نیز ۱٫۲ میلیون دلار به‌علاوه ۲۰ درصد آپشن است و رضایت‌نامه این بازیکن به مبلغ ۱٫۵ میليون یورو، فقط برای باشگاه‌های اروپایی صادر می‌شود. ارونوف پس از تمدید قرارداد با پرسپولیس گفت: «پیشنهادهای زیادی داشتم اما پرسپولیس خانهٔ من است.»

## عملکرد ملی
ارونوف اولین بازی ملی خود را برای ازبکستان در شکست ۰–۲ مقابل ترکیه در ۲ ژوئن ۲۰۱۹ انجام داد.

## آمار

### باشگاهی
تا تاریخ ۲۵ اردیبهشت ۱۴۰۴
| باشگاه            | فصل            | لیگ                | لیگ  | لیگ | جام  | جام | قاره ای | قاره ای | سایر | سایر | مجموع | مجموع |
| باشگاه            | فصل            | دسته               | بازی | گل  | بازی | گل  | بازی    | گل      | بازی | گل   | بازی  | گل    |
| ----------------- | -------------- | ------------------ | ---- | --- | ---- | --- | ------- | ------- | ---- | ---- | ----- | ----- |
| پاختاکور تاشکند   | ۲۰۱۷           | سوپر لیگ ازبکستان  | ۰    | ۰   | ۰    | ۰   | –       | –       | –    | –    | ۰     | ۰     |
| نوبهار (قرضی)     | ۲۰۱۷           | سوپر لیگ ازبکستان  | ۹    | ۱   | ۰    | ۰   | –       | –       | –    | –    | ۹     | ۱     |
| نوبهار            | ۲۰۱۸           | سوپر لیگ ازبکستان  | ۳۰   | ۰   | ۰    | ۰   | –       | –       | –    | –    | ۳۰    | ۰     |
| نوبهار            | ۲۰۱۹           | سوپر لیگ ازبکستان  | ۱۲   | ۲   | ۰    | ۰   | –       | –       | –    | –    | ۱۲    | ۲     |
| مجموع نوبهار      | ۵۱             | ۳                  | ۰    | ۰   | –    | –   | –       | –       | ۵۱   | ۳    |       |       |
| لوکوموتیو تاشکند  | ۲۰۱۹           | سوپر لیگ ازبکستان  | ۱۳   | ۱   | ۱    | ۰   | –       | –       | –    | –    | ۱۴    | ۱     |
| اوفا              | ۲۰۱۹–۲۰۲۰      | لیگ برتر روسیه     | ۱۰   | ۰   | ۰    | ۰   | –       | –       | –    | –    | ۱۰    | ۰     |
| اسپارتاک مسکو     | ۲۰۲۰–۲۰۲۱      | لیگ برتر روسیه     | ۸    | ۰   | ۱    | ۱   | –       | –       | –    | –    | ۹     | ۱     |
| اوفا (قرضی)       | ۲۰۲۰–۲۰۲۱      | لیگ برتر روسیه     | ۸    | ۰   | ۲    | ۰   | –       | –       | –    | –    | ۱۰    | ۰     |
| اوفا (قرضی)       | ۲۰۲۱–۲۰۲۲      | لیگ برتر روسیه     | ۱۶   | ۰   | ۰    | ۰   | –       | –       | ۱    | ۰    | ۱۷    | ۰     |
| اوفا (قرضی)       | مجموع          | مجموع              | ۳۴   | ۰   | ۲    | ۰   | –       | –       | ۱    | ۰    | ۳۷    | ۰     |
| اورال یکاترینبورگ | ۲۰۲۲–۲۰۲۳      | لیگ برتر روسیه     | ۲    | ۰   | ۱    | ۰   | –       | –       | –    | –    | ۳     | ۰     |
| نوبهار            | ۲۰۲۳           | سوپر لیگ ازبکستان  | ۲۵   | ۹   | ۵    | ۲   | ۵       | ۳       | –    | –    | ۳۵    | ۱۴    |
| پرسپولیس          | ۲۰۲۳–۲۰۲۴      | لیگ برتر خلیج فارس | ۱۳   | ۶   | ۲    | ۱   | ۰       | ۰       | –    | –    | ۱۵    | ۷     |
| پرسپولیس          | ۲۰۲۴–۲۰۲۵      | لیگ برتر خلیج فارس | ۲۰   | ۴   | ۰    | ۰   | ۴       | ۱       | ۱    | ۰    | ۲۵    | ۵     |
| مجموع پرسپولیس    | مجموع پرسپولیس | مجموع پرسپولیس     | ۳۳   | ۱۰  | ۲    | ۱   | ۴       | ۱       | ۱    | ۰    | ۴۰    | ۱۲    |
| مجموع آمار        | مجموع آمار     | مجموع آمار         | ۱۶۶  | ۲۳  | ۱۲   | ۴   | ۹       | ۴       | ۲    | ۰    | ۱۸۸   | ۳۱    |

### ملی
تا تاریخ ۵ ژوئن ۲۰۲۵
| ازبکستان | ازبکستان | ازبکستان | ازبکستان |
| سال      | بازی     | گل       | پاس گل   |
| -------- | -------- | -------- | -------- |
| ۲۰۱۹     | ۴        | ۰        | ۰        |
| ۲۰۲۰     | ۰        | ۰        | ۰        |
| ۲۰۲۱     | ۱        | ۰        | ۰        |
| ۲۰۲۲     | ۴        | ۲        | ۰        |
| ۲۰۲۳     | ۱۲       | ۳        | ۱        |
| ۲۰۲۴     | ۱۱       | ۳        | ۰        |
| ۲۰۲۵     | ۱        | ۰        | ۰        |
| مجموع    | ۳۳       | ۸        | ۱        |

### گل‌های ملی
| شماره | تاریخ           | میزبان | بازی ملی | حریف      | نتیجه | رقابت                        |
| ----- | --------------- | ------ | -------- | --------- | ----- | ---------------------------- |
| ۱     | ۱۱ ژوئن ۲۰۲۲    | نمنگان | ۵        | مالدیو    | ۴–۰   | مقدماتی جام ملت‌های آسیا ۲۰۲۳ |
| ۲     | ۲۳ سپتامبر ۲۰۲۲ | گویانگ | ۷        | کامرون    | ۲–۰   | دوستانه                      |
| ۳     | ۱۷ ژوئن ۲۰۲۳    | تاشکند | ۱۳       | تاجیکستان | ۵–۱   | تورنمنت کافا ۲۰۲۳            |
| ۴     | ۱۳ اکتبر ۲۰۲۳   | دالیان | ۱۷       | ویتنام    | ۲–۰   | دوستانه                      |
| ۵     | ۲۱ نوامبر ۲۰۲۳  | تاشکند | ۲۰       | ایران     | ۲–۲   | مقدماتی جام جهانی ۲۰۲۶       |
| ۶     | ۲۶ مارس ۲۰۲۴    | تاشکند | ۲۶       | هنگ کنگ   | ۳–۰   | مقدماتی جام جهانی ۲۰۲۶       |
| ۷     | ۶ ژوئن ۲۰۲۴     | تاشکند | ۲۷       | ترکمنستان | ۳–۱   | مقدماتی جام جهانی ۲۰۲۶       |
| ۸     | ۱۰ سپتامبر ۲۰۲۴ | بیشکک  | ۳۱       | قرقیزستان | ۳–۲   | مقدماتی جام جهانی ۲۰۲۶       |

## افتخارات

### باشگاهی

#### پرسپولیس
- لیگ برتر خلیج فارس (۱): ۰۳–۱۴۰۲

### ملی

#### ازبکستان
- تورنمنت کافا؛ نايب‌قهرمان (۱): ۲۰۲۳